# Bromure de propylmagnésium
Le bromure de propylmagnésium est un composé chimique de formule CH3CH2CH2MgBr. Cet halogénure organomagnésien isomère du bromure d'isopropylmagnésium est un réactif de Grignard dérivé du propane et l'analogue bromé du chlorure de propylmagnésium. Disponible commercialement en solution dans l'éther diéthylique, il est utilisé en synthèse organique pour introduire des groupes propyle ou pour produire des dérivés propyliques.